# Вештица: Народна прича Нове Енглеске
Вештица: Народна прича Нове Енглеске (енгл. The Witch) је историјски натприродни хорор филм из 2015. године, режисера и сценаристе Роберта Егерса у свом дугометражном редитељском дебију. Главне улоге тумаче Анја Тејлор-Џој (којој је ово прво филмско појављивање), Ралф Ајнесон, Кејт Дики, Харви Скримшо, Ели Грејнџер и Лукас Досон. Смештен у 1630-е, филм прати пуританску породицу која се сусреће са силама зла у шуми у близини њихове фарме у Новој Енглеској.
Рађен у америчко-канадској копродукцији, филм је премијерно приказан 27. јануара 2015. на Филмском фестивалу у Санденсу, а А24 га је објавио 19. фебруара 2016. године. Филм је добио позитивне критике од стране критичара и остварио је успех на благајнама, зарадивши преко 40 милиона долара у односу на буџет од 4 милиона долара.

## Радња
У Новој Енглеској 1630-их, енглески насељеник Вилијам и његова породица — супруга Кетрин, ћерка Томасин, син Кејлеб и двојајчани близанци Мерси и Џонас — протерани су из пуританске колоније због верског спора. Породица гради фарму у близини велике осамљене шуме и Кетрин рађа своје пето дете, Самјуела. Једног дана, када се Томасин играла са Самјуелом, беба је изненада нестала. Убрзо се открива да је вештица украла некрштеног Самјуела, убила га и искористила његово тело да направи маст за летење.
Кетрин, схрвана Самјуеловом отмицом, проводи дане плачући и молећи се. Док лови са Вилијамом, Кејлеб се пита да ли ће Самјуелова некрштена душа стићи у рај. Вилијам открива Кејлебу да је Кетринин цењени сребрни пехар трампио за ловачке залихе. Те ноћи, Кетрин испитује Томасин о нестанку пехара и сумња да је управо она одговорна за Самјуелов нестанак. Деца чују како њихови родитељи разговарају о слању Томасин да служи другој породици.
Касније, Томасин проналази Кејлеба како се спрема да провери замку у шуми, и приморава га да је поведе са собом претећи да ће пробудити њихове родитеље. У шуми уочавају зеца, који уплаши њиховог коња. Њихов пас Фаулер јури зеца, а Кејлеб их прати. Коњ одбацује Томасин, онесвестивши је, и бежи. Кејлеб се губи у шуми и наилази на Фаулерово унакажено тело. Затим открива колибу из које вештица, прерушена у лепу жену, излази да га заведе. Она љуби и грли Кејлеба, а њена рука стари и вене док га милује по глави.
Вилијам проналази Томасин и одводи је кући, а Кетрин је љутито куди што је одвела Кејлеба у шуму. Вилијам невољно признаје да је продао њен пехар. Касније те ноћи, док бесни олуја, Томасин открива Кејлеба испред куће, голог, у делиријуму и необично болесног. Следећег дана, близанци разговарају и певају песме са Црним Филипом, породичним јарцем, и оптужују Томасин за вештичарење. Томасин покушава да помузе домаћу козу, али уместо млека добија крв. Када се Кејлеб пробуди, повраћа целу јабуку са једним залогајем из ње. Кетрин позива породицу да се помоли, али близанци тврде да су заборавили текст молитве, након чега не проговарају. Кејлеб страсно изјављује своју љубав према Христу и умире.
Вилијам, верујући да је Томасин вештица, каже јој да ће јој бити суђено када се породица врати у град. Томасин указује на Вилијамове сопствене грехе и оптужује близанце за одмазду. Бесан, Вилијам затвара децу у штали за козе. Томасин пориче да је вештица, али близанци не одговарају када је пита да ли су заиста разговарали са Црним Филипом. Томасин чује како се Вилијам слама и признаје Богу да је био горд и да је натерао своју породицу да напусти своје село због тврдоглавости, а не због искрене верске оданости. Касније током ноћи, деца се буде и виде вештицу како пије крв из козе, након чега се окреће да нападне близанце. У међувремену, Кетрин има халуцинантну визију Кејлеба који држи Самјуела. Кејлеб јој нуди бебу и пита да ли ће погледати књигу. Она бира да подоји бебу, али се открива да је то заправо гавран који јој кљуца дојку, остављајући је крваву ујутру.
Вилијам се буди и проналази да је штала уништена, козе убијене, близанци нестали, и онесвешћену Томасин који лежи у близини са крвавим рукама. Док се Томасин буди, Црни Филип напада и убија Вилијама пред њеним очима. Њу напада полудела Кетрин, која сада окривљује Томасин за трагедије које су задесиле породицу и оптужује је да је завела Вилијама и Кејлеба. Томасин у самоодбрани убија своју мајку косиром.
Сада сасвим сама, Томасин чује звоњаву и улази у шталу, где позива Црног Филипа да разговара са њом. Јарац одговара људским гласом, питајући је да ли би волела да „живи укусно”, и материјализује се у високог, у црно одевеног човека. Он каже Томасин да скине одећу и потпише своје име у књизи која се појављује пред њом. Томасин прати Црног Филипа у шуму гола, где се придружује ковену који одржава Вештичији Шабат око ватре. Вештице почињу да левитирају, а Томасин, која се лудачки смеје, придружује им се, уздижући се изнад дрвећа.

## Улоге
| Глумац          | Улога   |
| --------------- | ------- |
| Анја Тејлор-Џој | Томасин |
| Ралф Ајнесон    | Вилијам |
| Кејт Дики       | Кетрин  |
| Харви Скримшо   | Кејлеб  |
| Ели Грејнџер    | Мерси   |
| Лукас Досон     | Џонас   |